# Julien Faubert
Julien Faubert (ur. 1 sierpnia 1983 w Hawrze) – piłkarz francuski grający najczęściej na pozycji skrzydłowego.

## Kariera klubowa
Faubert urodził się na północy Francji w Hawrze, jednak piłkarską karierę zaczynał aż na południu w klubie AS Cannes w roku 1998. Także w tym klubie zaczynali swoje kariery pomocnicy reprezentacji Francji tacy jak Zinédine Zidane, Patrick Vieira czy Johan Micoud. Faubert po grze w juniorach klubu z Cannes, w 2002 roku trafił do pierwszego zespołu, w barwach którego zadebiutował w Ligue National (D3). Zespołowi Cannes nie udało się awansować przez 2 sezony do Ligue 2, ale Faubert spisywał się na tyle dobrze, że w 2004 roku do Girondins Bordeaux ściągnął go ówczesny trener tego klubu Michel Pavon. Faubert szybko wprowadził się do nowego zespołu i w sezonie 2004/2005 wystąpił w 36 ligowych meczach. Przez następne lata dalej był podstawowym zawodnikiem swojego zespołu. Natomiast drużyna Bordeaux w tym czasie walczyła o mistrzostwo Francji z Olympique Lyon. Jednak ostatecznie „Żyrondyści” wywalczyli tytuł wicemistrza kraju. Faubert w sezonie 2005/2006 zdobył 5 bramek w lidze. W następnych rozgrywkach wraz z Girondins wystąpił w fazie grupowej Ligi Mistrzów, a w lidze zajął 6. pozycję.
Latem 2007 Faubertem zainteresował się szkocki Rangers, który oferował 4,3 miliona funtów. Jednak 1 lipca Franzuc podpisał kontrakt z West Ham United, które zapłaciło za niego 6,1 miliona funtów.
Latem 2006 Faubertem zainteresował się selekcjoner reprezentacji Francji Raymond Domenech, gdyż po zakończeniu kariery piłkarskiej przez Zidane’a, notabene wielkiego idola Fauberta, wciąż poszukuje jego następcy. Domenech postanowił wypróbować Fauberta w meczu z Bośnią i Hercegowiną, rozegranym 16 sierpnia 2006 w Sarajewie. Francuz pojawił się na boisku w 69. minucie przy stanie 1:1, zmienił wówczas Francka Ribery’ego. Gdy wydawało się, że mecz zakończy się takim rezultatem, Thierry Henry w doliczonym czasie gry podał do Fauberta, a ten zdobył zwycięskiego dla Francuzów gola. Faubert w reprezentacji „Trójkolorowych” zadebiutował dokładnie 12 lat (bez jednego dnia) po premierowym występie Zidane’a. Podobnie jak wielki poprzednik w chwili debiutu, jest piłkarzem Girondins Bordeaux. Zizou również wszedł na boisko w końcówce i też strzelił gola (nawet dwa) w spotkaniu z Czechami. Obaj, i Faubert, i Zidane, debiutowali w kadrze w podobnym wieku, który predysponował ich jeszcze do występu w drużynie młodzieżowej i obaj karierę zaczynali w Cannes. Jednak pomimo dobrego występu w kadrze, Domenech nie powołał Fauberta na kolejne spotkania w ramach kwalifikacji do Euro 2008 z Gruzją i Włochami. 1 lipca 2007 roku przeszedł do West Ham United za około 6 milionów funtów. W drużynie tej zadebiutował 12 stycznia w pojedynku z Fulham. W debiutanckim sezonie wystąpił jeszcze w tylko sześciu ligowych meczach z powodu kontuzji.
W następnych rozgrywkach był podstawowym piłkarzem swojej ekipy i zagrał w 20 meczach, po czym, pod koniec stycznia 2009 roku Faubert został wypożyczony do końca sezonu do hiszpańskiego Realu Madryt za kwotę 1,5 mln funtów. Dla nowego klubu francuski gracz rozegrał tylko dwa mecze w Primera División i powrócił do West Hamu.
W 2012 roku Faubert przeszedł do Elazığsporu. Grając w barwach Realu Faubert zasłynął tym, że zasnął podczas trwającego meczu na ławce rezerwowych. 1 stycznia 2013 przestanie umowę ze Elazığsporu.
31 stycznia 2013 roku podpisał kontrakt z Girondins Bordeaux.
| Sezon   | Klub               | Kraj      | Rozgrywki      | Mecze | Bramki | Rozgrywki Europy                    | Mecze | Bramki |
| ------- | ------------------ | --------- | -------------- | ----- | ------ | ----------------------------------- | ----- | ------ |
| 2002/03 | AS Cannes          | Francja   | National       | 26    | 1      | –                                   | –     | –      |
| 2003/04 | AS Cannes          | Francja   | National       | 19    | 3      | –                                   | –     | –      |
| 2004/05 | Girondins Bordeaux | Francja   | Ligue 1        | 36    | 1      | –                                   | –     | –      |
| 2005/06 | Girondins Bordeaux | Francja   | Ligue 1        | 34    | 5      | –                                   | –     | –      |
| 2006/07 | Girondins Bordeaux | Francja   | Ligue 1        | 26    | 3      | Liga Mistrzów UEFA Liga Europy UEFA | 6 2   | 0      |
| 2007/08 | West Ham United    | Anglia    | Premier League | 7     | 0      | –                                   | –     | –      |
| 2008/09 | West Ham United    | Anglia    | Premier League | 20    | 0      | –                                   | –     | –      |
| 2008/09 | Real Madryt (wyp.) | Hiszpania | Liga BBVA      | 2     | 0      | –                                   | –     | –      |
| 2009/10 | West Ham United    | Anglia    | Premier League | 33    | 1      | –                                   | –     | –      |
| 2010/11 | West Ham United    | Anglia    | Premier League | 9     | 0      | –                                   | –     | –      |
| 2011/12 | West Ham United    | Anglia    | Championship   | 20    | 1      | –                                   | –     | –      |
| 2012/13 | Elazığspor         | Turcja    | Süper Lig      | 16    | 1      | –                                   | –     | –      |
| 2012/13 | Girondins Bordeaux | Francja   | Ligue 1        | 13    | 0      | Liga Europy UEFA                    | 3     | 0      |
| 2013/14 | Girondins Bordeaux | Francja   | Ligue 1        | 22    | 3      | Liga Europy UEFA                    | 4     | 0      |
| 2014/15 | Girondins Bordeaux | Francja   | Ligue 1        | 11    | 0      | –                                   | –     | –      |

Stan na: 3 grudnia 2014 r.

## Sukcesy

### Klubowe
- Girondins Bordeaux
  - Zwycięzca Puchar Ligi Francuskiej: 2007
- West Ham United
  - Mistrzowie Anglii Championship: 2012